# SEA-ME-WE 5

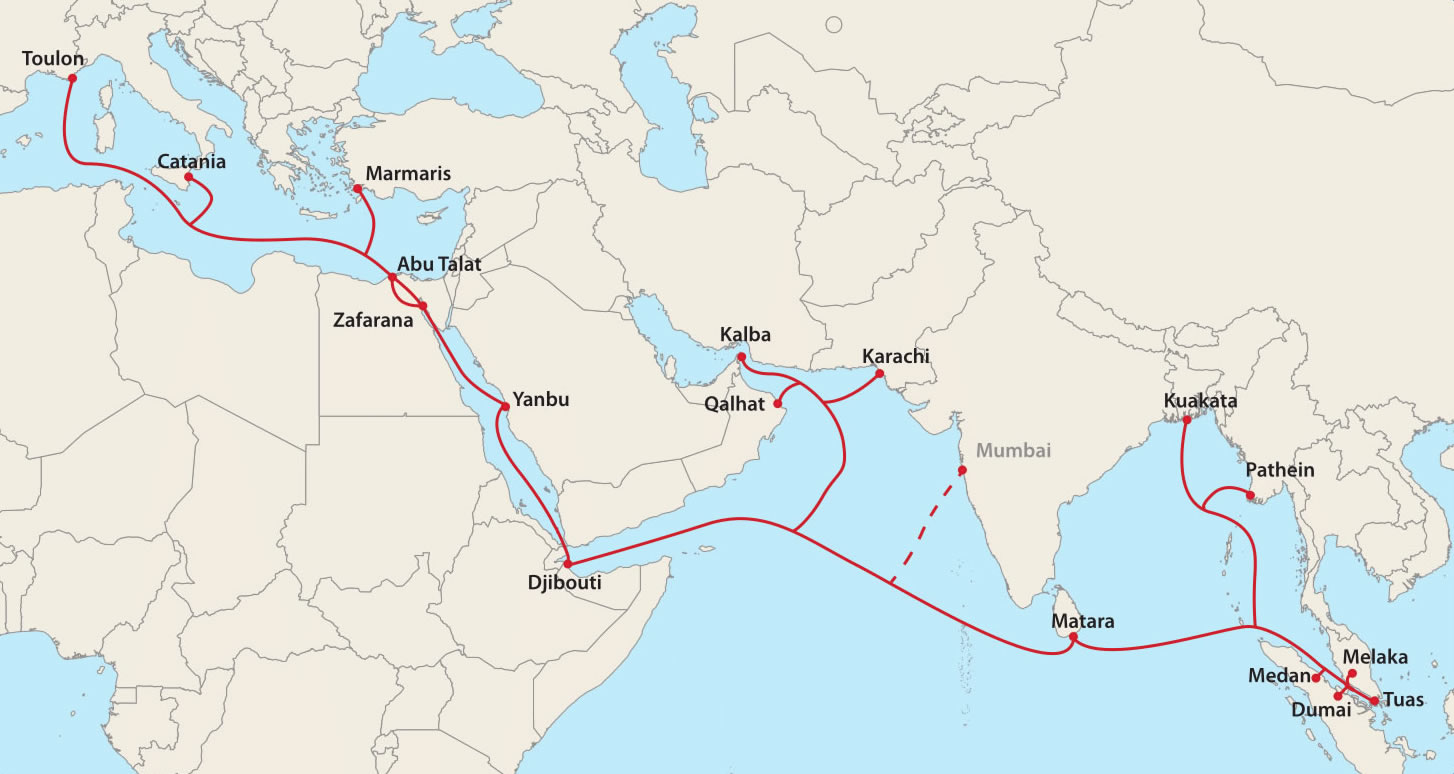
La rotta del cavo sottomarino SEA-ME-WE 5, in rosso.

Il SEA-ME-WE 5 (SMW5) è un sistema di cavi sottomarini di 20000 chilometri che collega 17 paesi attraverso dei Points-of-Presence (POPs), da Singapore, dal Medio Oriente, alla Francia e all'Italia, e quindi all'Europa occidentale, con una capacità finale di 24 Tbps.
Il SEA ME WE 5 è finanziato da 15 importanti operatori di telecomunicazioni: Bangladesh Submarine Cable Company Limited, (BSCCL), China Mobile International, China Telecom Global, China United Network Communications Group Company, Emirates Integrated Telecommunications Company (PJSC), Orange, Myanmar Posts and Telecommunications, Saudi Telecom Company, SingTel, Sri Lanka Telecom, TOT, PT Telekomunikasi Indonesia International, Telecom Italia Sparkle, Telekom Malaysia Berhad e Yemen International Telecommunications (TeleYemen).
È iniziata, quindi, la costruzione di un importante cavo sottomarino, che quando sarà completato nel 2016, fornirà un notevole aumento della capacità di scambio di dati tra il Sud-Est asiatico e l'Europa. Il nuovo cavo, infatti, ha attualmente molti meno punti di collegamento rispetto ai 39 del predecessore Sea-Me-We 3, e non è previsto alcun collegamento con l'Australia al momento.
Alcatel-Lucent ha iniziato la costruzione della parte occidentale del cavo, che va da Sri Lanka alla Francia. I collegamenti orientali verranno costruiti da NEC (Nippon Electric Company).
La Gestione del Cavo, attività di Network Administration e Network Operation sono a carico di TI Sparkle.

## Le città cablate
- Abu Talat, Egitto
- Al Hudaydah, Yemen
- Barka, Oman
- Batam, Indonesia
- Catania, Italia
- Fujairah, Emirati Arabi Uniti
- Gibuti, Gibuti
- Karachi, Pakistan
- Kuakata, Bangladesh
- Matara, Sri Lanka
- Melaka, Malasia
- Mumbai, India
- Ngwe Saung, Birmania
- Satun, Thailandia
- Tolone, Francia
- Tuas, Singapore
- Yanbuʿ, Arabia Saudita
- Zafarana, Egitto